# Bobby Heenan
Pour les articles homonymes, voir Heenan.

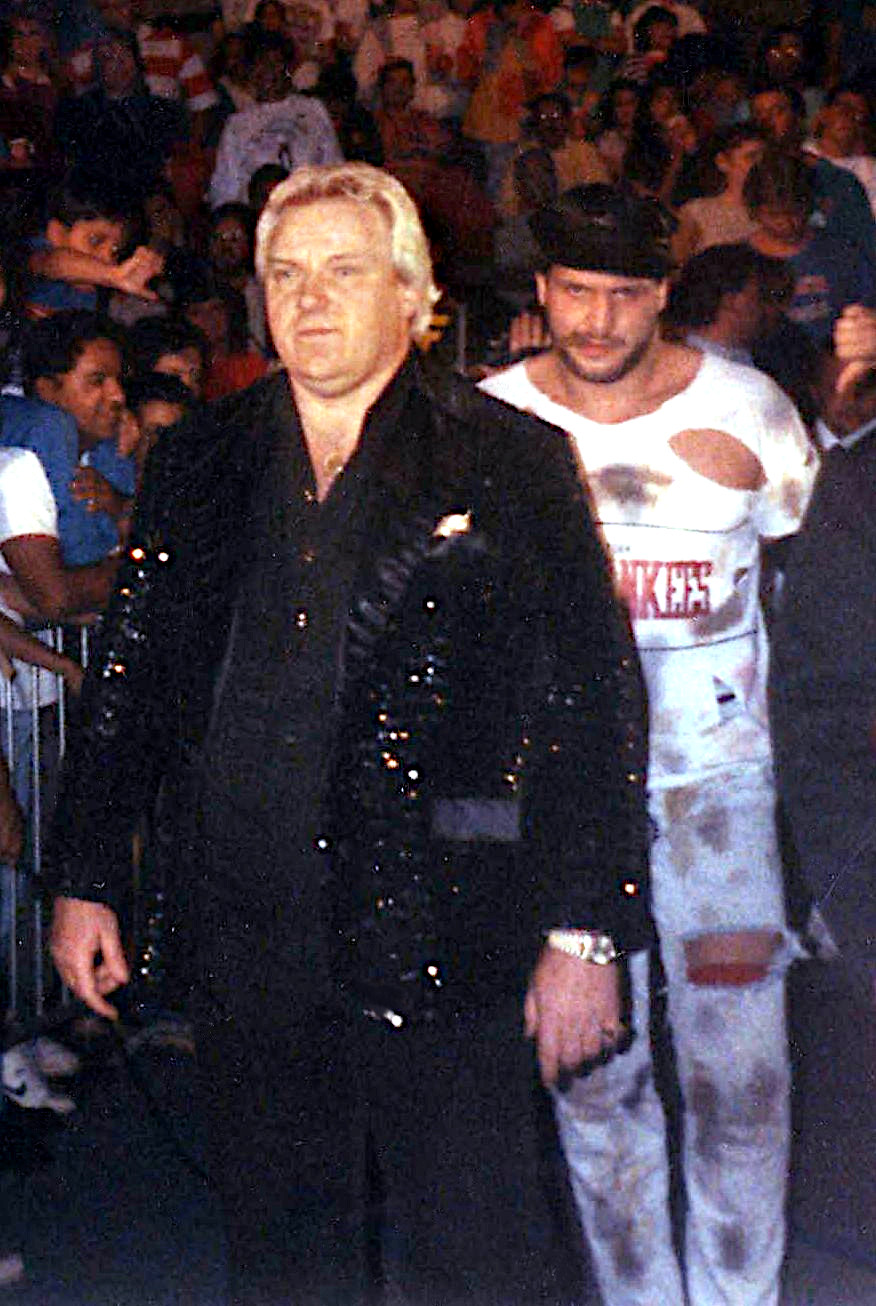
Booby Heenan accompagnant le Brooklyn Brawler dans les années 1980.

Raymond Louis Heenan (né le 1er novembre 1944 à Chicago (Illinois) et mort le 17 septembre 2017 à Largo (Floride)), plus connu sous le nom de Bobby Heenan, est un catcheur (lutteur professionnel), un manager de catcheurs et un commentateur de catch américain.
Il commence sa carrière comme catcheur dans l'Indiana puis à l'American Wrestling Association (AWA) où il devient manager. C'est dans cette fédération qu'il forme la Heenan Family (en) accompagnant notamment Nick Bockwinkel durant son premier règne de champion du monde poids lourd de l'AWA.
Il quitte cette fédération dans les années 1980 et après un passage à la Georgia Championship Wrestling il rejoint la World Wrestling Federation (WWF). Il forme divers catcheurs notamment Paul Orndorff, King Kong Bundy et André The Giant. C'est aussi dans cette fédération qu'il commente ses premières émissions de catch.
Il quitte la WWF fin 1993 pour commenter les émissions de la World Championship Wrestling.

## Jeunesse
Heenan grandit à Chicago et est un fan de catch notamment de Buddy Rogers et de The Crusher (en). Sa mère est gérante d'hôtel et il ne connait pas son père qui se sépare de sa mère avant son premier anniversaire. L'hôtel où sa mère travaille ferme et ils partent à Indianapolis où vit sa tante qui est alors mourante.

## Carrière de catcheur

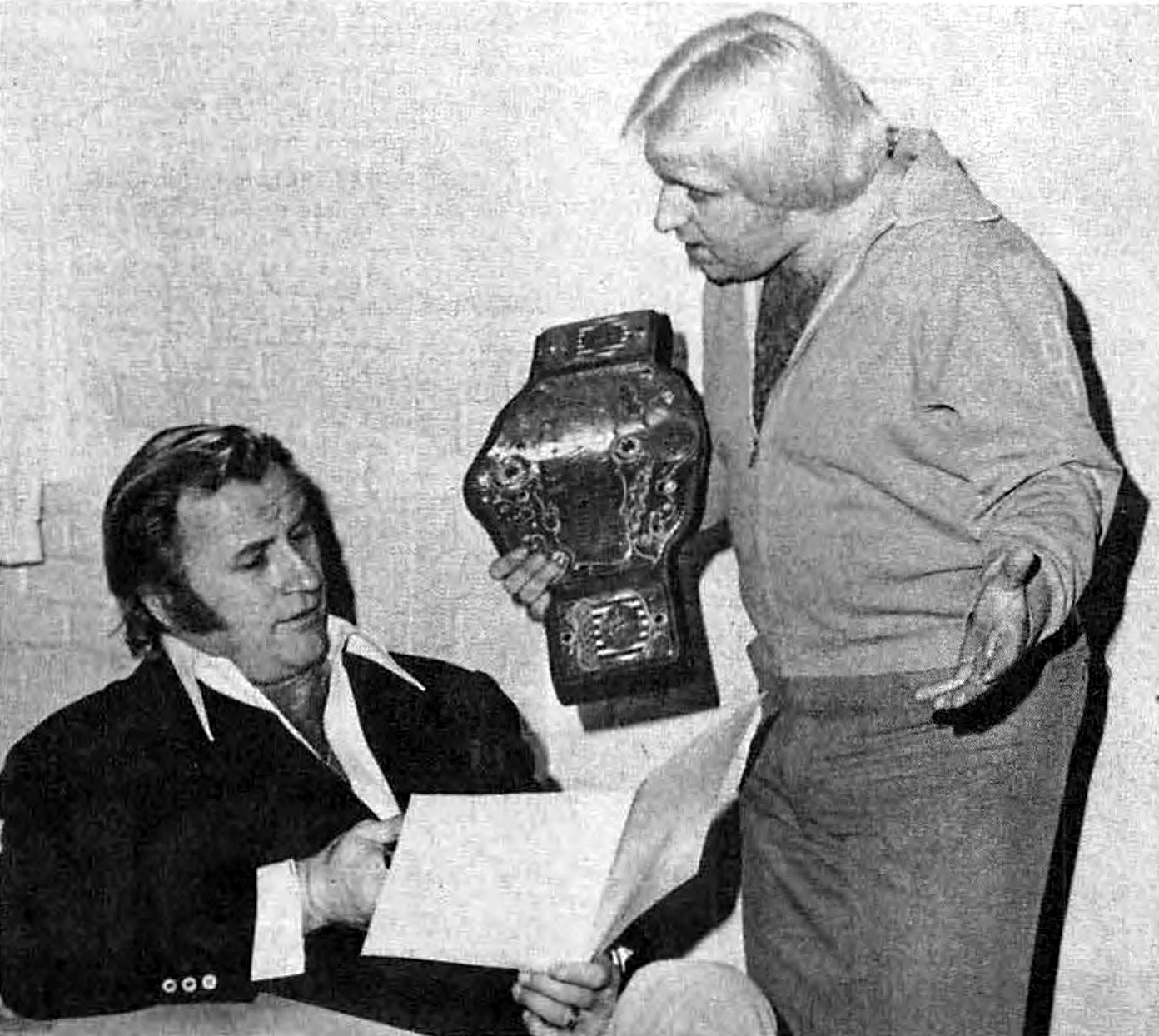
Nick Bockwinkel et Bobby Heenan.

### Débuts (1965-1968)
Heenan commence à travailler dans le monde du catch comme vendeur de coca cola aux spectateurs et aide aussi en coulisse durant des spectacles à Indianapolis.
Il devient catcheur en 1965 et a alors le surnom de Pretty Boy Bobby Heenan. Il se distingue des autres catcheurs non pas par sa manière de lutter mais par sa façon de s'adresser au public durant les interviews.

### American Wrestling Association
Heenan commence à travailler à l'American Wrestling Association (AWA) en 1968. Il change de surnom pour celui de The Brain car Larry Hennig se fait surnommer Pretty Boy. C'est dans cette fédération qu'il devient manager d'abord de Blackjack Lanza et Blackjack Mulligan. Il continue à lutter avec eux dans des combats de catch en équipe. Il s'occupe ensuite de Nick Bockwinkel et de Ray Stevens qui deviennent championnat du monde par équipes de l'AWA le 20 janvier 1972,. En fin d'année, le magazine Pro Wrestling Illustrated lui décerne le prix du manager de l'année.
En 1974, Bockwinkel et Heenan ont une mauvaise attitude à l'égard de Stevens qui les trahit. Il manage Bockwinkel quand il remporte son premier titre de champion du monde poids lourd de l'AWA le 8 novembre 1975.
En 1979, l'AWA le suspend pendant un an pour expliquer le départ d'Heenan qui va en Géorgie manager Blackjack Lanza, Ernie Ladd, Masked Superstar et Killer Karl Kox,. C'est en Géorgie qu'il demande que l'on surnomme le groupe de catcheurs dont il s'occupe la Heenan Family (en). En 1980, Heenan intervient dans des matchs match par équipes en la défaveur de Greg Gagne (en). Une rivalité se met en place entre les deux hommes qui donne lieu à un Weasel suit match le 17 août remporté par Gagne.
Heenan se blesse à la nuque au cours d'une tournée au Japon des catcheurs de l'AWA en 1983. Cette blessure va l'amener à arrêter sa carrière de catcheur quelques années plus tard,.

### World Wrestling Federation (1984-1993)
Heenan rejoint la World Wrestling Federation en 1984 comme manager de Jesse Ventura. Il s'entoure aussi de Big John Studd et de King Kong Bundy pour former une nouvelle version de la Heenan Family (en). Il cible avec ses catcheurs le champion du monde poids lourd de la WWF Hulk Hogan.

## Vie privée
Heenan épouse Cynthia Jean Perrett en 1978 avec qui il a une fille. En 2002, il annonce qu'il a un cancer de la gorge et annonce qu'il est en rémission en 2004.

## Distinctions
- Pro Wrestling Illustrated
  - Manager de l'année 1972, 1976, 1989 et 1991[9]
  - 2e Manager de l'année 1977 et 1990[9]
  - 3e Manager de l'année 1978[9]
  - 4e Manager de l'année 1985[9]